# آرثي
آرثي هي ممثلة هندية، ولدت في 9 نوفمبر 1987 في الهند.

## وصلات خارجية
- آرثي على موقع IMDb (الإنجليزية)
- آرثي على موقع قاعدة بيانات الفيلم (الإنجليزية)